# Тросна (Орловська область)
Тросна (рос. Тросна) — село у Троснянському районі Орловської області Російської Федерації.
Населення становить 2530 осіб. Входить до муніципального утворення Троснянське сільське поселення.

## Історія
Населений пункт розташований у межах Чорнозем'я та історичного Дикого Поля. Від 30 липня 1928 року у складі Орловського округу Центрально-Чорноземної області, 13 червня 1934 року після ліквідації Центрально-Чорноземної області населений пункт увійшов до складу новоствореної Курської області.
З 1944 року в складі Орловської області.
Від 2013 року входить до муніципального утворення Троснянське сільське поселення.

## Населення
| 1939 | 1959  | 1989  | 2002  | 2010  |
| ---- | ----- | ----- | ----- | ----- |
| 1542 | ↘1497 | ↗2346 | ↗2662 | ↘2530 |